# Turîceanî, Turiisk
Turîceanî (în ucraineană Туричани) este un sat în comuna Dulibî din raionul Turiisk, regiunea Volînia, Ucraina.

## Demografie
Componența lingvistică a localității Turîceanî
     Ucraineană (99,55%)
     Alte limbi (0,45%)
Conform recensământului din 2001, majoritatea populației localității Turîceanî era vorbitoare de ucraineană (99,55%), existând în minoritate și vorbitori de alte limbi.